# Larry Roberts
Larry Roberts, nome vero di Larry Stalzman (Cleveland, 28 settembre 1926 – New York, 17 luglio 1992), è stato un doppiatore statunitense.
Ha lavorato come doppiatore in Lilli e il vagabondo

## Doppiaggio
- Lilli e il vagabondo (1955)

## Doppiatori italiani
- Stefano Sibaldi in Lilli e il vagabondo (ed. 1955)
- Claudio Amendola in Lilli e il vagabondo (ed. 1997)